# Даздарево
Даздарево (серб. Даздарево / Dazdarevo) — село в общине Биелина Республики Сербской Боснии и Герцеговины. Население составляет 536 человек по переписи 2013 года.